# Лора Палмер

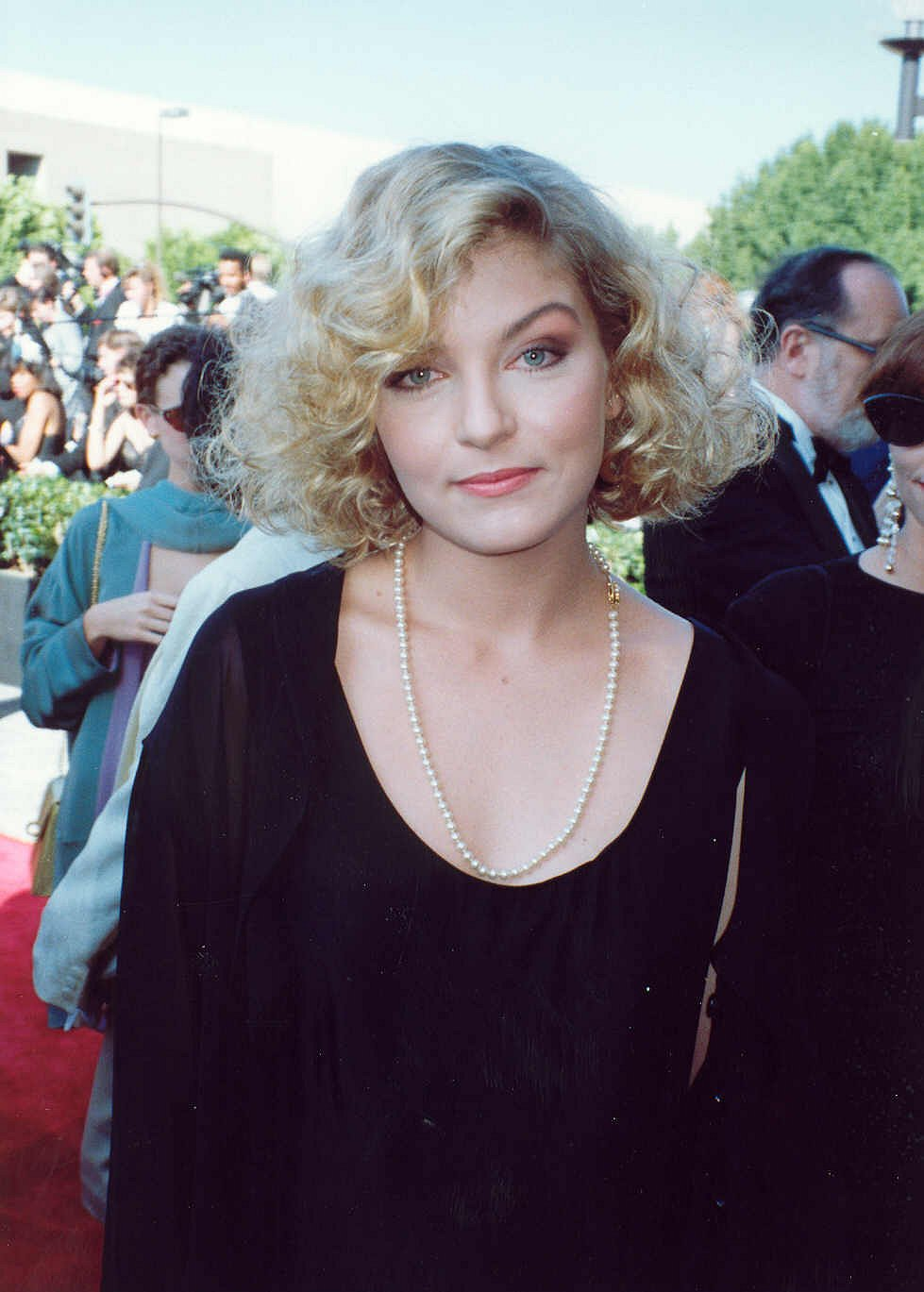
Шеріл Лі, виконавиця ролі Лори Палмер у телесеріалі «Твін Пікс» та фільмі «Твін Пікс: вогонь, іди зі мною», фото 1990 року

Лора Палмер — персонажка телесеріалу «Твін Пікс», створеного Девідом Лінчем та Марком Фростом. Її смерть стала каталізатором подій у серіалі. Лора Палмер була головною героїнею фільму-приквелу Твін Пікс: вогонь, іди зі мною, в якому показані останні сім днів з її життя.
Лора Палмер (у виконанні Шеріл Лі) була улюбленицею містечка, працювала доброволицею у програмі «Обід на колесах», була королевою шкільного балу. Незважаючи на це, Лора вела подвійне життя: була кокаїновою наркоманкою, жертвою жорстокого поводження з дітьми, мала короткий досвід роботи в закладі «Одноокий Джек» — казино-борделі на північ від канадського кордону. Має офіційні стосунки з Боббі Бріґсом, капітаном шкільної команди з футболу; одночасно має стосунки з Джеймсом Герлі. Також мала таємні сексуальні стосунки з іншими жителями Твін Піксу, такими як бізнесмен Бен Горн та водій вантажівки (та наркоторговець) Ліо Джонсон.
Викриття в пілотній серії тіла Лори Палмер, а також розслідування обставин її смерті, прибулим в місто агентом ФБР Дейлом Купером, стали причиною створення першого сезону та перших восьми серій серіалу. Після смерті слід Палмер неодноразово з'являвся в серіалі — її смерть викрила у Твін Піксі багато таємниць. Також вона з'являється у снах та видіннях агента Купера.
Щоденник Лори Палмер було знайдено ще у перших епізодах телесеріалу, але справжній щоденник було знайдено пізніше, в ньому є місця, в яких вона розповідає, що неодноразово була жертвою злого духа на ім'я Боб, який хотів бути поруч з нею або навіть в ній.
У другому сезоні вбивцю Палмер було встановлено. Її батько Ліланд, одержимий Бобом, був змушений переслідувати дочку, а потім зґвалтувати та вбити її. Коли Ліланд помирає у поліцейському відділку, зауважено ніби Лора постає перед ним у видінні, вітаючи батька в потойбічному світі та пробачивши йому.
Лора Палмер також з'являється у фіналі телесеріалу у Чорному Віґвамі, але у вигляді свого лихого двійника.

## Цікаві факти
- Шеріл Лі також виконала роль двоюрідної сестри Лори Палмер Меді Фергюсон, котра прибула у місто в третьому епізоді серіалу. В одній з серій Меді видавала себе за Лору, аби переконати доктора Джакобі вийти з дому.
- Дженніфер Лінч у доповнення до телесеріалу написала роман «Таємний щоденник Лори Палмер», котрий було видано 1990 року та використано у телесеріалі як щоденник Лори Палмер.